# La Tehuana
Mujer de Tehuatepec o La Tehuana es un cuadro de la autoría de Saturnino Herrán realizado en el año de 1914. Pertenece a la Colección del Museo de Aguascalientes. El cuadro es un óleo sobre tela de 150 x 75 cm.

## Contexto histórico-artístico
Las primeras dos décadas de 1900 fueron una etapa de grandes cambios en la estructura sociopolítica en la historia de México. El pueblo cansado de la dictadura de Porfirio Díaz y el surgimiento del Partido Democrático Nacional hicieron que en estos años se viviera un ambiente bastante agitado.
La construcción de una imagen narrativa nacional comenzó a tomar otro tipo de partida desde la época del porfiriato, destacando en temas literarios con influencia francesa. Después de la salida de Díaz de la gubernatura, el modernismo y el costumbrismo tuvieron mucho más auge, ya que se buscaba la configuración de una imagen nacional que reflejara "lo mexicano". A pesar de la condición de la época, Saturnino permaneció como espectador y decidió concentrar su visión en la vida cotidiana representando a la nación a través del cuerpo, las labores cotidianas y la esencia del pueblo de México.
Saturnino Herrán nació en Aguascalientes en 1887. Después del fallecimiento de su padre, en 1903 a la edad de 16 se muda a la Ciudad de México con su madre, donde ingresa a la Antigua Academia de San Carlos. Su formación en la academia estuvo en las manos de maestro como Germán Gedovius, quien introdujo a Herrán al campo de la pintura, de Leandro Izaguirre aprendió sobre iconografía, la cual estaría muy presente en sus obras y el catalán Antonio Fabrés lo instruyó en dibujo y lo influenció con sus tendencias modernas. Con esto, Herrán logra destacar y gana una beca a Europa, la cual rechazó por razones personales, aunque no dejó de lado el estudio de corrientes y modelos pictóricos europeos que más adelante lo ayudarían a posicionarse como unos de los mayores exponentes del modernismo.

## Descripción
El artista no pintó a mujeres anónimas, tampoco implementó la imagen de las modelos de su época, ni remitió a figuras clásicas como la Venus. En este sentido, su esposa Rosario Arellano fue quien inspiró el rostro femenino que plasmó. De esta manera las formas de vida cotidiana que Herrán acostumbraba pintar eran individuos reales que cargaban de un simbolismo extra sus creaciones.
La mujer se encuentra en posición sentada, con el cuerpo un poco sesgado, parcialmente descentrado a la izquierda. El centro de atención quedando en los ropajes que de tul deshilado blanco que en ondas se presenta abarca gran parte del cuadro, así mismo la falda azul que reflejan la desviación del cuerpo hacia la izquierda.
Los detalles de la vestimenta y los tocados que componen la obra reflejan la armonía temática y pictórica de la obra en conjunto.
De cabellos negros, se puede apreciar el trenzado que se funde con la mantilla que porta en la cabeza, esta en representación de la riqueza en las mujeres representadas en símbolo de las tehuanas. La minuciosa atención de la vestimenta y los tocados que componen la obra reflejan la armonía temática y pictórica de la obra en conjunto, así como las hábiles pinceladas y el equilibrio en el uso de los colores hacen que los detalles destaquen en el carácter decorativo de la obra.

### La figura de la tehuana
Las mujeres del Istmo de Tehuantepec fueron vistas como iconos de fuerza femenina y tuvieron protagonismo en el arte. Desde 1900 el Banco de Oaxaca incluyó en sus billetes el retrato de cuerpo entero de una tehuana rodeada de vestidos vistosos, diseños típicos de la iconología de la región. Las tehuanas fueron uno de los estereotipos en el ámbito cultural en México, que daba referente de las mujeres mexicanas, según este concepto destacaba la sensualidad, los atuendos y los bailes, que entre los años de 1920 a 1950.
Artistas como Saturnino Herrán, Diego Rivera, Miguel Covarrubias y Frida Kahlo, así como escritores como José Vasconcelos y Andrés Henestrosa incluyeron la imagen de la tehuana en sus obras. Popularizando así esta idea donde las tehuanas fueron el modelo de cultura nacional que llenó los inicios del siglo XX del supuesto representante de la mujer mexicana.

## Estilo
El modernismo con la construcción de la imagen de “lo mexicano”, formó la estética mexicana y su construcción de narrativa lo convierten en un tema original, ya que su configuración queda fuera de lo sacro que en los periodos anteriores y posteriores. Saturnino Herrán fue uno de los máximos exponentes de esta corriente que se caracteriza además por la influencia y apertura del arte internacional, además del diálogo entre épocas y diversas artes.
El indigenismo, el mestizaje son temas que construyeron el concepto de nación a lo largo del siglo XIX. Los temas del campo, las aldeas y el México multiétnico estuvieron presentes incluso antes del modernismo, pero este movimiento concentra la diversidad del país y se integra en la historia. A pesar de la situación en la que estaba el país en los siglos XIX y XX, estos hechos políticos, sociales y culturales se adoptaron como un referente de evolución y expresión de un “México a través de los siglos”.
Al contrario de esta noción, los indígenas que pintó Herrán son cuerpos eróticos en movimiento, con tintes de teatralidad. Se introdujo en el estudio de la anatomía humana donde desarrolló un específico cuidado a las proporciones del cuerpo, al cual le sumó un estilo simbolista que pretendía comunicar mensaje con elementos visuales que servían como metáforas para la comunicación de mensajes en cierta medida poéticos.

### Influencia
El artista manifestó afinidades con corrientes artísticas europeas tales como el simbolismo, el realismo y el costumbrismo. En 1908 consolidando su obra plástica el auge de las alegorías se hizo presente gracias a la influencia de su maestro Gedovius, reflejadas en la densidad de sus pinturas y su paleta de colores. En sus óleos se denota el interés por la clase obrera y la vejez, a través de los cuales demuestra su dominio de la figura humana.

## Cultura popular
En 1907, Saturnino Herrán participó en la Inspección de Monumentos Arqueológicos como dibujante, de la mano del arqueólogo Leopoldo Batres en Teotihuacán. Su labor en la Inspección fue elaborar registro de la obra mural que se iba descubriendo, esto sin duda aportó a su acercamiento y su entendimiento a la cultura prehispánica. Ya en 1912, la producción de sus obras se incrementó con un claro reflejo de los ideales modernistas pero aplicados a su propia estética. Ya instaurado en la producción artística, Herrán participó en la ilustración de portadas de libros y revistas.